# 聯山村
聯山村是浙江省湖州市吳興區埭溪鎮下辖的一个行政村，位於埭溪鎮西南部104國道兩側，由原白泥山、西羊山、營盤山三個行政村合並而成，區域總面積18.8平方公里，其中耕地面積6190畝，林地面積22308畝，轄22個村民小組，656戶，總人口2449人。104國道、宣杭鐵路橫貫全境。早園竹、茶葉、苗木等為該村傳統優勢農業，轄區內擁有建材、鴕鳥養殖等特色產業，經濟發展狀況良好。

## 外部連結
- 吳興區埭溪鎮聯山村[永久]